# Wapen van Noord-Scharwoude

Het wapen van Noord-Scharwoude

Het wapen van Noord-Scharwoude is op 22 oktober 1817 bij besluit van de Hoge Raad van Adel aan de voormalige gemeente Noord-Scharwoude bevestigd. Op 1 augustus 1941 is de gemeente Noord-Scharwoude opgegaan in de nieuw opgerichte gemeente Langedijk. Het wapen van Langedijk bevat een kanton met daarin de leeuw uit het wapen van zowel Noord-als Zuid-Scharwoude.

## Geschiedenis
De herkomst van de leeuwen in het wapen van Noord-Scharwoude is onbekend. Het kleine wapen in de hoek van het schild is dat van Zuid-Scharwoude.

## Blazoenering
De beschrijving luidt als volgt: 
Zijnde van goud, beladen met een klimmende leeuw, houdend in deszelfs voorpooten een staf, alles van sabel, en gekantonneerd in de linker bovenhoek van goud, beladen van een leeuw mede van sabel.
Niet vermeld zijn de tongen van de leeuwen, die rood van kleur zijn. De heraldische kleuren in het wapen zijn goud (geel), sabel (zwart) en keel (rood). Het kanton is op de tekening in het register van de HRvA in de vorm van een schild weergegeven.

## Verwante wapens

Het wapen van Zuid-Scharwoude
Wapen van Langedijk

Abbekerk
· Akersloot
· Andijk
· Ankeveen
· Anna Paulowna
· Assendelft
· Avenhorn
· Barsingerhorn
· Beemster
· Beets
· Bennebroek
· Berkenrode
· Berkhout
· Bijlmermeer
· Blokker
· Bovenkarspel
· Broek in Waterland
· Broek op Langedijk
· Buiksloot
· Bussum
· Callantsoog
· De Rijp
· Egmond
· Egmond aan Zee
· Egmond-Binnen
· Graft
·  Graft-De Rijp
· 's-Graveland
· Groet
· Grootebroek
· Grosthuizen
· Haarlemmerliede
· Haarlemmerliede en Spaarnwoude
· Harenkarspel
· Heerhugowaard
· Hensbroek
· Hoogkarspel
· Hoogwoud
· Ilpendam
· Jisp
· Kalslagen
· Katwoude
· Koedijk
· Koog aan de Zaan
· Kortenhoef
· Krommenie
· Kwadijk
· Langedijk
· Leimuiden
· Limmen
· Marken
· Middelie
· Midwoud
· Monnickendam
· Muiden
· Naarden
· Nederhorst den Berg
· Nibbixwoud
· Niedorp
· Nieuwe Niedorp
· Nieuwendam
· Nieuwer-Amstel
· Noord-Scharwoude
· Noorder-Koggenland
· Obdam
· Oosthuizen
· Opperdoes
· Oterleek
· Oude Niedorp
· Oudendijk
· Oudkarspel
· Oudorp
· Petten
· Ransdorp
· Schardam
· Scharwoude
· Schellingwoude
· Schellinkhout
· Schermer
· Schermerhorn
· Schoorl
· Schoten
· Sijbekarspel
· Sint Maarten
· Sint Pancras
· Sloten
· Spaarndam
· Spaarnwoude
· Spanbroek
· Twisk
· Urk
· Ursem
· Veenhuizen
· Venhuizen
· Warder
· Warmenhuizen
· Waverveen
· Weesp
· Weesperkarspel
· Wervershoof
· Wester-Koggenland
· Westwoud
· Westzaan
· Wieringen
· Wieringermeer
· Wieringerwaard
· Wijdenes
. Wijdewormer
. Wijk aan Zee en Duin
· Wimmenum
· Winkel
· Wognum
· Wormer
· Wormerveer
· Zaandam
· Zaandijk
· Zeevang
· Zijpe
· Zuid-Scharwoude
· Zuid- en Noord-Schermer
· Zwaag

Dorpswapens:
Hauwert
· Volendam
· Zwaagdijk-West